# The Eagles of Snowdon
The Eagles of Snowdon is een compositie voor fanfareorkest van de Nederlandse componist Leon Vliex. Voor deze compositie kreeg de componist een opdracht van het Frysk Fanfare Orkest en hun dirigent Jouke Hoekstra. De première door dit orkest werd verzorgd tijdens het Open Nederlands Kampioenschap 1999 in de sectie fanfare Concertafdeling.
Dit werk werd door het Frysk Fanfare Orkest opgenomen op cd.